# Carezza
carezza（カレッツァ）は、野田義治率いるサンズエンタテインメントの所属タレントで構成される芸能人女子フットサルチームであった。当初は母体であったイエローキャブとの混成チームであり、根本はるみらも参加していたが、2004年末、野田義治社長のイエローキャブからの独立に伴いサンズ単独チームとなった。チーム名 "carezza" はイタリア語で「愛撫」「可愛い」「愛らしい」を意味する。チームユニフォームはファーストが白、セカンドはグリーン。2009年末をもって、解散。

## 略歴
- 2004年8月14日・15日 アテネオリンピックに出場するサッカー女子日本代表の応援イベントとして「お台場カップ」が開催された。この大会には、ハロー!プロジェクト、フジテレビ女子アナウンサーチーム・吉本興業・ホリプロなどが参加。
- 2005年9月28日、「5 on 5」でエイベックスからCDデビュー。
- 2005年12月15日 「SPHERE LEAGUE すかいらーくグループシリーズ1stステージ」：優勝
- 2006年8月「すかいらーくグループリーグ in お台場冒険王“真夏の女王”決定戦」グループC・対サンバガールズ戦でスフィアリーグ記録となる1試合14得点をマーク。
- 2008年9月「メルシートゥフェスタ2008 3rdステージ」：優勝
- 2009年8月9日 東京都新宿区歌舞伎町にある「P・B・P」で開催された「メルシートゥフェスタ番外編『ちょっと話があるんだけど・・・?』」にて同年限りでの解散を発表。

## ライバル
- かつては、ハロー!プロジェクトのGatas Brilhantes H.P.が彼女達にとって最大のライバルであった。通算対戦成績は12戦して5勝5敗2分である（練習試合含む）。ただし、ガッタスが2006年限りでスフィアリーグから撤退し、すかいらーくグループリーグの立ち上げに参加した為、2007年に行われた練習試合が最後の対戦となった。

## メンバー
解散時に在籍。
背番号1  さな（キャプテン・GK）
背番号2  小島くるみ
背番号3  平間由紀（WALNUTS）
背番号4  名取明香（WALNUTS）
背番号5  大浦麻緒子（WALNUTS）
背番号6  長谷川桃
背番号7  滝沢咲良（WALNUTS）
背番号8  橋爪ヨウコ
背番号9  吉野ももみ
背番号10  磯辺伯実（WALNUTS）
背番号12  南まりか
背番号16  滝ありさ
背番号17  湯本美咲
背番号18  秋山美帆 （GK）
背番号27  結城マリエ

### 退団
- 五十嵐結花 ☆
- かわいかおり ☆
- 中江ゆきこ ☆
- 宮田はるな ☆
- 畔田知加子
- まこと ☆
- 安藤盟 ☆
- 鷹 ☆
- 元木あき
- 河辺瞳 ☆（初代キャプテン） 2005年7月退団
- 西原杏澄
- 根本はるみ ☆
- 森ひろこ ☆
- 矢縄紗弓
- 秦礼子 ☆
- 小林ユリ ミスマガジンへ移籍後、退団
- 小野崎リイナ 2006年1月退団
- 五十嵐りさ 2006年1月退団
- 田中かおり ☆（GK） 2006年1月退団
- ふるけいこ（前キャプテン）2007年3月退団
- 倉橋沙由梨（現・さゆり）2007年3月退団
- 伊藤あい 2007年3月退団
- 小林恵美 2007年4月退団
- 瀬戸早妃 2007年4月退団
- 富田麻帆 2007年12月退団
- 太田彩乃 2008年2月退団
- 井本みさお ☆2008年2月退団→Team Blue Mountainへ移籍後、退団
- 大網亜矢乃（GK）☆2008年3月退団
- ますきあこ 2008年6月15日退団

（☆ - 2004年結成当時のメンバー）

## CD

### シングル
- 5 on 5（2005年9月28日、作詞・Caoru、小島くるみ。作曲・813）
- VICTORY!（2007年1月10日）
- CRAZY FOR LOVE（2007年12月5日）